# Аудіометрія
Аудіоме́трія — в медицині (оториноларингологія) один із методів дослідження гостроти слуху, тобто визначення найменшої сили звуку, при якій він сприймається пацієнтом. В основу методу покладено реєстрацію реакції організму, яка викликана звуковою стимуляцією. Документ, який фіксує результати обстеження, називається аудіограма. На підставі результатів аудіометрії визначається відхилення порогу чутності пацієнта від усередненого порогу чутності нормального слуху. 
Методи аудіометрії використовують не тільки для визначення відхилення гостроти слуху від норми, але й для діагностування причин порушення слуху.
Результати аудіометрії використовують також для слухопротезування, зокрема для підбору та налаштування слухових апаратів.
Аудіометрія проводиться за допомогою спеціальних приладів — аудіометрів.
В аудіометрії методи дослідження слуху поділяються на суб'єктивні та об'єктивні.
Криві однакової гучності - це лінії, на яких людина відчуває звук різних частот однаково гучними.

## Види досліджень

### Тональна аудіометрія
Дослідження дозволяє оцінити поріг чутності (в децибелах) типових частот. Тестування проводиться на типових частотах у діапазоні (125 - 8000 гц).

### Мовленнєва аудіометрія
Проводиться для виявлення якості розпізнавання людської мови на різних рівнях звуку (в децибелах).

### In situ аудіометрія
Методика, перевага якої полягає в тому, що вона дозволяє врахувати в процедурі корекції слуху не тільки власне недоліки слухової системи пацієнта, але і характеристики пристроїв звуковідтворення, внутріканальних вкладишів, вентів і звуководів слухового апарату. Вбудовані в слухові апарати додатки, реалізовані на основі обчислювальних платформ сучасних смартфонів і планшетів, функція in situ аудіометрії дає пацієнтові можливість самостійно виконати процедуру тональної аудіометрії. Цифрові слухові апарати з вбудованою функцією in situ аудіометрії використовують розраховані коефіцієнти посилення звуку, значення яких обчислюються за допомогою спеціальних методів (англ. Prescription method), з яких найбільш відомими є NAL-PR, POGO і Berger.

## Методи досліджень

### Повітряна провідність
Метод, що дозволяє оцінити якість роботи всього слухового тракту. Рівень звуку регулюється в децибелах і має максимальне значення на рівні 120 дБ.

### Кісткова провідність
Метод, що дозволяє оцінити якість роботи внутрішнього вуха. Рівень звуку регулюється в децибелах і має максимальне значення на рівні 70 дБ.

## Історія
Основними вимогами цієї області були здатність відтворювати повторюваний звук, який-небудь спосіб ослаблення амплітуди, спосіб передачі звуку суб'єкту і спосіб запису та інтерпретації відповідей випробуваного на тест.

### Механічні "вимірювачі гостроти зору" та камертони
Протягом багатьох років було безладне використання різних пристроїв, здатних виробляти звуки контрольованої інтенсивності. Перші типи були схожими на годинник, що випускають повітряний звук в трубки стетоскопа; головка розподільника звуку мала клапан, який можна було поступово закривати. Інша модель використовувала падаючий молоток, щоб вдарити металевий стрижень і видати тестовий звук; також, в інший моделі був удар по камертону. Перший такий вимірювальний пристрій для перевірки слуху було описано Wolke (1802).

### Аудіометрія чистого тону та аудіограми
Після розробки індукційної котушки в 1849 році і аудіоперетворювачей (телефону) в 1876 році в Сполучених Штатах і за кордоном були винайдені різні аудіометри. Ці ранні аудіометри були відомі як аудіометри з індукційною котушкою завдяки...
- Hughes 1879
- Hartmann 1878

У 1885 році Артур Хартманн розробив «слухову діаграму», яка включала уявлення камертона лівого і правого вуха на абсциссі і відсоток слуху по ординаті.
У 1899 році професор психології Карл Е. Сісхор з Університету штату Айова, США, представив аудіометр як інструмент для вимірювання «гостроти слуху», будь то в лабораторії, в класі або в кабінеті психолога. Інструмент працював від батареї і подавав звуковий сигнал або клацання; у нього був атенюатор, встановлений в масштабі 40 кроків. Його машина стала основою аудіометрів, які пізніше були виготовлені в Western Electric.
- Cordia C. Bunch 1919

Концепція частотно-чутливої (амплітудної) аудіограми сюжету чутливості слуху людини була задумана німецьким фізиком Максом Вин в 1903 році. Перші впровадження вакуумних трубок, листопад 1919 року, двома групами дослідників - К.Л. Шефер і Г. Грушці, Б. Грессманн і Х. Шварцкопф - продемонстрували перед Берлінським AOS суспільством два інструменти, призначених для перевірки гостроти слуху. Обидва були побудовані з вакуумними трубками. Їх конструкції були характерні для двох основних типів електронних схем, які використовуються в більшості електронних аудіоприладів протягом наступних двох десятиліть. Протягом деякого часу жодне з двох пристроїв не було комерційно розроблено, хоча другий пристрій повинен був бути виготовленим під назвою «Otaudion». Лише в 1922 році отоларинголог доктор Едмунд П. Фаулер і фізики доктор Харві Флетчер і Роберт Вегель з Western Electric Co. вперше застосували частоту з октавними інтервалами, нанесену уздовж абсциси, і інтенсивність вниз по ординаті як ступінь втрати слуху. Fletcher та інші, також придумали термін «аудіограмма» в той час.
З подальшим технологічним прогресом можливості тестування кісткової провідності стали стандартним компонентом усіх аудіометрів Western Electric до 1928 року.

### Електрофізіологічна аудіометрія
У 1967 р. Сомер та Фейнмессер першими опублікували ABR, записані поверхневими електродами у людини, що показало, що кохлеарні потенціали можна отримати неінвазивно.

### Отоакустична аудіометрія
У 1978 році Девід Кемп повідомив, що звукова енергія, вироблена вухом, може бути виявлена в слуховому проході. Перша комерційна система для виявлення і вимірювання ОАЕ була випущена в 1988 році.

## Слухова система
Основна стаття: Слухова система людини

### Компоненти
Слухова система складається з епітеліальної, кісткової, судинної, нервової та неокортикальної тканин. Анатомічні відділи - це зовнішній слуховий прохід і барабанна перетинка, середнє вухо, внутрішнє вухо, VIII слуховий нерв та центральні слухові ділянки неокортексу.

### Процес слуху
Основна стаття: Слухова система людини
Звукові хвилі проникають у зовнішнє вухо і проходять через зовнішній слуховий канал, поки не досягнуть барабанної перетинки, викликаючи вібрацію мембрани і прикріпленого ланцюга слухових кісточок. Рух скоб проти овального вікна створює хвилі в рідинах равлика, викликаючи вібрацію базилярної мембрани. Це стимулює сенсорні клітини кортієвого органу на вершині базилярної мембрани направляти нервові імпульси в центральні області слухової обробки мозку, в слухову кору, де звук сприймається і інтерпретується.

## Чутливість і психодинаміка слуху людини

### Нелінійність
Додаткова інформація: контур рівної гучності.

## Параметри слуху людини

### Поріг чутності
Основна стаття: Поріг чутності

## Аудіометричне тестування
- цілі: цілісність, структура, функції, свобода від немочі.

### Нормативні стандарти
- ISO 7029:2000 та BS 6951

## Види аудіометрії

### Суб'єктивна аудіометрія
Суб'єктивна аудіометрія вимагає співпраці суб'єкта, і спирається на суб'єктивні відповіді, які можуть бути як якісними, так і кількісними, і включати увагу (фокус), час реакції тощо.
- Диференційне тестування проводиться з низькою частотою (зазвичай 512 Гц) камертона. Вони використовуються для оцінки асиметричної відмінності слуху та провідності повітря / кістки. Вони є простими ручними фізичними тестами і не дають аудіограми.

- Тест Вебера
- Бінг-тест
- Тест Рінне
- Тест Швабаха, варіант тесту Рінне

- Аудіометрія чистого тону - це стандартизований тест слуху, в якому по аудіограмі для кожного вуха окремо побудовані пороги слуху в децибелах (db) для набору фіксованих частот між 250 Гц і 8000 Гц. Окремий набір вимірювань проводиться для кісткової провідності. Існує також високочастотна аудіометрія чистого тону, яка охоплює діапазон частот понад 8000 Гц до 16000 Гц.

- Тест вирівнювання порогу (TEN)
- Тест на різницю маскування (MLD)
- Психоакустичний (або психофізичний) тест кривої настройки

Мовна аудіометрія - це діагностичний тест слуху, призначений для перевірки розпізнавання слова чи мови. Це стало основним інструментом оцінювання зниження слуху. У поєднанні з аудіометрією чистого тону це може допомогти визначити ступінь і тип втрати слуху. Мовна аудіометрія також надає інформацію щодо дискомфорту чи толерантності до мовних стимулів та інформацію про здатність до розпізнавання слів. Крім того, інформація, отримана за допомогою аудіометрії мовлення, може допомогти визначити належний коефіцієнт посилення та максимального виходу слухових апаратів та інших підсилюючих пристроїв для пацієнтів зі значними втратами слуху та допоможе оцінити, наскільки добре вони чують у шумі. Мовна аудіометрія також полегшує управління аудіологічною реабілітацією.
Мовна аудіометрія може включати:
- Поріг поінформованості мовлення
- Поріг розпізнавання мовлення
- Розпізнавання понадзахисних слів
- Тестування вироку
- Тест на дихотичне слухання
- Визначення рівнів гучності
- Аудіометрія Бекесі, яка також називається аудіометрією занепаду - аудіометрія, при якій суб'єкт управління збільшується та зменшується по інтенсивності, оскільки частота подразника поступово змінюється так, що випробовуваний простежує туди і назад через поріг слуху за частотним діапазоном тесту. Тест швидкий і надійний, тому його часто застосовували у військових та промислових умовах.
- Аудіометрія дітей
- Умовне відтворення аудіометрії
- Аудіометрія поведінкового спостереження
- Аудіометрія візуального підкріплення

### Об'єктивна аудіометрія
Об'єктивна аудіометрія заснована на фізичних, акустичних або електрофізіологічних вимірюваннях і не залежить від співпраці або суб'єктивних відповідей суб'єкта.
- Тест на калорійну стимуляцію / рефлекс використовує різницю температури між гарячою та холодною водою або повітрям, що надходить у вухо, для перевірки на нервові пошкодження. Калорійна стимуляція вуха призводить до швидких рухів очей в бік під назвою ністагм. Відсутність ністагму може свідчити про пошкодження слухового нерва. Цей тест часто проводиться у рамках іншого тесту, який називається електроністагмографія.
- Електроністагмографія (ЕНГ) використовує шкірні електроди та електронний прилад для вимірювання ністагму, викликаного такими процедурами, як калорійна стимуляція вуха.
- Аудіометрія акустичного іммітанта - аудіометрія іммітансу - це об'єктивна методика, яка оцінює функцію середнього вуха трьома процедурами: статичною іммітацією, тимпанометрією та вимірюванням чутливості до акустичного рефлексу. Аудіометрія імітації перевершує аудіометрію чистого тону при виявленні патології середнього вуха.
- Тимпанометрія
- Порогові акустичні рефлекси (ART)
- Акустична рефлектометрія
- Широкодіапазонна аудіометрія поглинання, яка також називається 3D тимпанометрією

- Викликана потенційна аудіометрія
- Аудіометрія коркового звуку N1-P2 викликає потенційний потенціал (CAEP)
- Відповідь слухового стовбура мозку (ABR) - це неврологічні тести функції слухового стовбура мозку у відповідь на слухові (клацаючі) подразники.
- Електрокохлеографія - варіант АБР, тестує функцію передачі імпульсу сліпої кишки у відповідь на слухові (клацаючі) подразники. Він найчастіше використовується для виявлення ендолімфатичних гідропс у діагностиці / оцінці хвороби Меньєра.
- Аудіометрія стаціонарного реагування на аудіо (ASSR)
- Вестибулярний тест викликав міогенний потенціал (VEMP), варіант АБР, який перевіряє цілісність мішковини
- Оутоакустична емісійна аудіометрія - цей тест дозволяє розмежовувати сенсорний та нейронний компоненти сенсоневральної втрати слуху.
- Аудіометрія продукту спотворення продуктових викидів (DPOAE)
- Аудіометрія тимчасових викликаних отоакустичних викидів (TEOAE)
- Аудіометрія стійкої частоти отоакустичних викидів (SFOAE) - В даний час SFOAE не використовуються клінічно.
- Аудіометрія in situ: методика вимірювання не тільки ураження слухової системи людини, але й характеристик звуковідтворювальних приладів, слухових апаратів, каналів і звукових трубок слухових апаратів.

## Аудіограми
Основна стаття: Аудіограма
Результатом більшості аудіометрій є аудіограма, яка побудує певний розмірний слух, графічно чи таблично.
Найпоширеніший тип аудіограми є результатом тесту аудіометрії чистого тону, який визначає частоту проти порогів чутливості амплітуди для кожного вуха разом з порогами кісткової провідності на 8 стандартних частотах від 250 Гц до 8000 Гц. Тест слуху PTA є золотим стандартом для оцінки зниження / втрати слуху. Інші типи слухових тестів також генерують графіки або таблиці результатів, які можна вільно називати «аудіограмами», але цей термін універсально використовується для позначення результату тесту слуху PTA.

## Слухова оцінка
Крім тестування слуху, частина функції аудіометрії полягає в оцінці слуху за результатами тесту. Найчастіше використовується оцінка слуху - визначення порогу чутності, тобто рівня звуку, необхідного для просто чуття. Цей рівень може змінюватись для людини в діапазоні до 5 децибел щодня і від визначення до визначення, але він забезпечує додатковий і корисний інструмент для моніторингу можливих негативних наслідків впливу шуму. Зниження слуху може бути одностороннім або двостороннім, а двостороння втрата слуху може бути не симетричною. Найпоширеніші типи втрати слуху, обумовлені віком і шумовим впливом, зазвичай бувають двосторонніми та симетричними.
Крім традиційної аудіометрії, оцінку слуху можна проводити за допомогою стандартного набору частот (аудіограми) з мобільними додатками для виявлення можливих порушень слуху.

### Класифікація втрат слуху
Основна стаття: Вади слуху
Основна увага аудіометрії - оцінка стану слуху та зниження слуху, включаючи ступінь, тип та конфігурацію.
- Існує чотири визначені ст1упені зниження слуху: легкий, середній, важкий і глибокий.
- Втрата слуху може бути поділена на чотири типи: кондуктивна втрата слуху, сенсоневральна втрата слуху, порушення центральної слухової обробки та змішані типи.
- Зниження слуху може бути одностороннім або двостороннім, раптовим настанням або прогресуючим, тимчасовим або постійним.

Втрата слуху може бути спричинена низкою факторів, включаючи спадковість, вроджені стани, вікові та такі фактори, як спричинена шумом, втрата слуху, ототоксичні хімічні речовини та ліки, інфекції та фізична травма.

## Клінічна практика
Аудіометричне тестування може проводити лікар загальної практики, отоларинголог (спеціалізований лікар, який також називається ЛОР), аудіолог CCC-A (Сертифікат клінічної компетентності з аудіології), сертифікований шкільний аудіометрист (практик, аналог окуліста, який тестує очі), а іноді й інших підготовлених практиків. Практикуючі сертифіковані Американською комісією аудіології (ABA). Практикуючі ліцензуються різними державними радами, що регулюють безпеку та безпеку праці на робочому місці.